# Ljubov' Kozyreva
Ljubov' Vladimirovna Kozyreva (in russo Любовь Владимировна Козырева?; Bugry, 27 agosto 1929 – Mosca, 22 giugno 2015) è stata una fondista sovietica.
Il suo nome da nubile era Ljubov' Vladimirovna Vatina.

## Palmarès

### Olimpiadi invernali
- Oro a Cortina d'Ampezzo 1956 nei 10 km.
- Argento a Cortina d'Ampezzo 1956 nella staffetta 3x5 km.
- Argento a Squaw Valley 1960 nei 10 km.
- Argento a Squaw Valley 1960 nella staffetta 3x5 km.

### Mondiali
- Oro a Falun 1954 nei 10 km.
- Oro a Falun 1954 nella staffetta 3x5 km.
- Oro a Lahti 1958 nella staffetta 3x5 km.
- Oro a Zakopane 1962 nella staffetta 3x5 km.
- Argento a Lahti 1958 nei 10 km.
- Argento a Zakopane 1962 nei 5 km.